# Hippolyte Petitjean

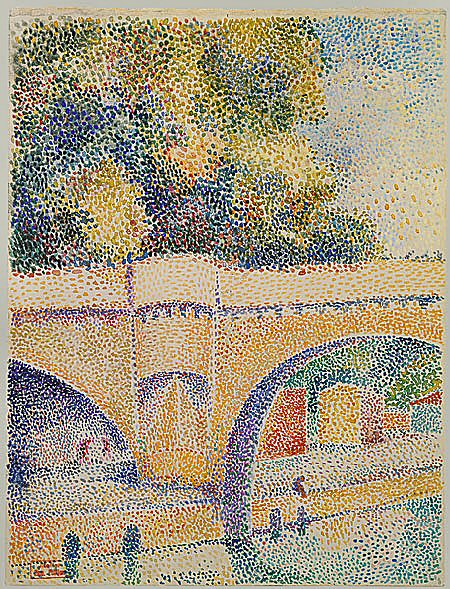
Le Pont Neuf (c. 1912)

Hippolyte Petitjean (Mâcon 11 de septiembre de 1854 - París 18 de septiembre de 1929) fue un pintor post-impresionista francés que practicaba la técnica del puntillismo.

## Obras selectas
- Jeune femme assise (1892), óleo sobre lienzo, 73 x 60.5 cm, Musée des Beaux-Arts, Nancy.[1]
- Le Pont Neuf (c. 1914), acuarela y aguada sobre papel, 250 x 190 cm, Metropolitan Museum of Art, New-York.[2]
- Barque sur un étang (c.1912–1929), acuarela sobre papel, 30 x 48 cm, Museo Thyssen-Bornemisza, Madrid.[3]
- La Danse du printemps (1911), óleo sobre lienzo, 54 x 105 cm, Musée des Ursulines, Mâcon.
- Baigneuse (1921), óleo sobre lienzo, 55 x 38 cm, Musée d'Orsay, Paris.[1]

## Galería

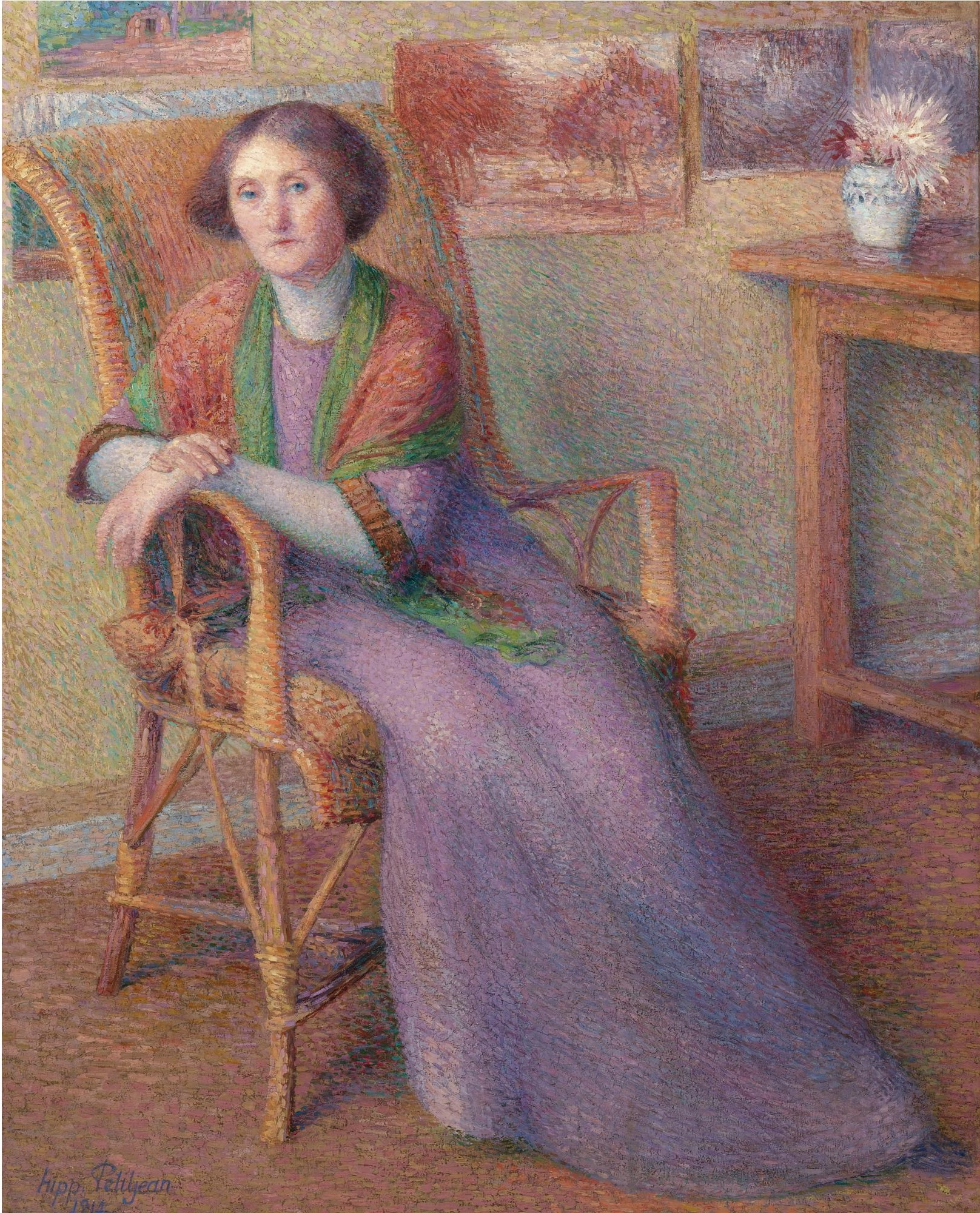
Portrait de sa femme, (1914).
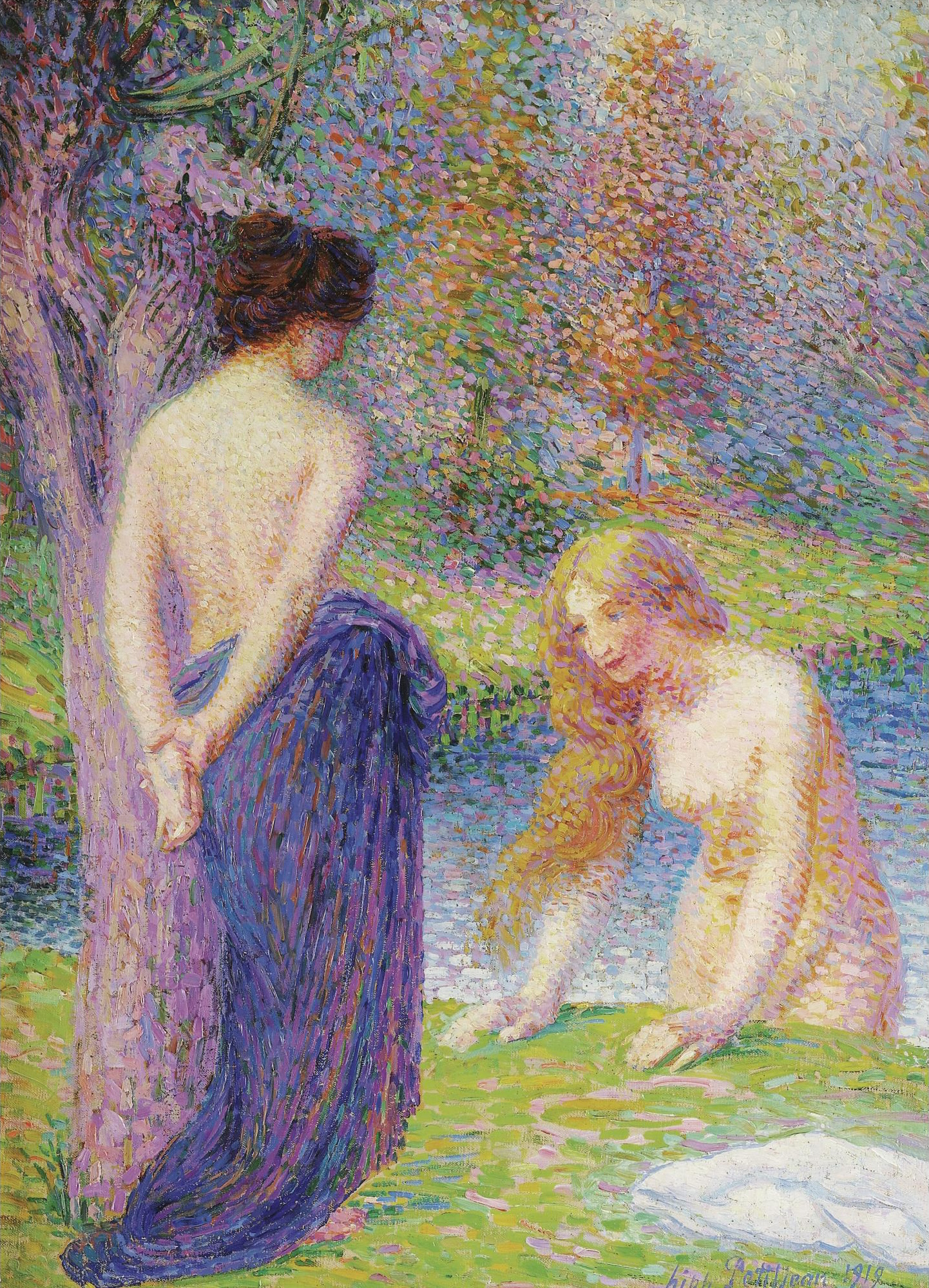
Femmes au bain, (1919).
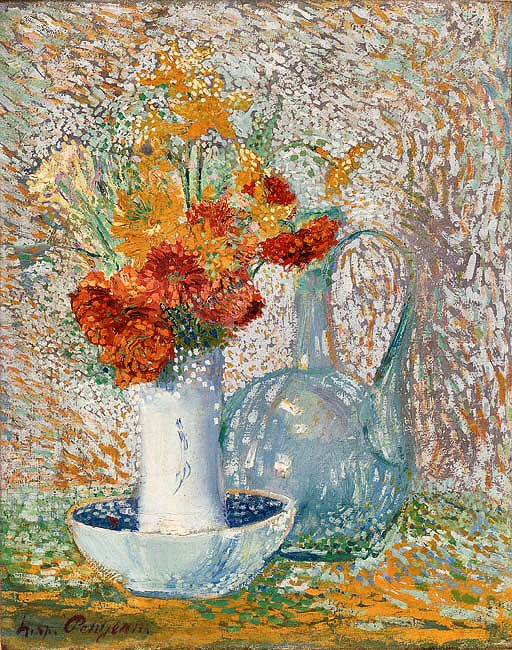
Nature morte au pichet et au vase de fleurs.
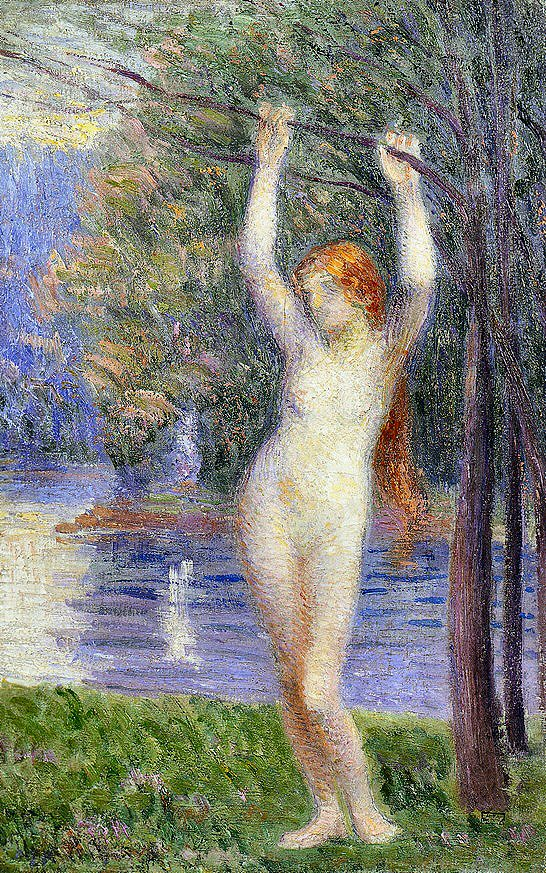
Nu féminin, (1905).